# Direct rule

Le direct rule (anglais pour « administration directe ») est une mesure politique qui consiste à faire passer le contrôle d'un pays sous l'administration directe. Plus largement on parle d’administration ou de gouvernement direct lorsqu'un pouvoir impérial ou central prend le contrôle direct du pouvoir législatif, exécutif et de l'administration civile d'un territoire autonome.
Un exemple est constitué par l'administration coloniale directe, une forme de colonialisme qui implique l'établissement d'une autorité étrangère centralisée sur un territoire, dirigée par des fonctionnaires coloniaux.
Selon Michael Doyle de l'université Harvard, dans un système d'administration directe, la population autochtone est exclue de tous les niveaux du gouvernement colonial, à l'exception des plus bas. L'universitaire ougandais Mahmood Mamdani qualifie l'administration directe de despotisme centralisé, un système dans lequel les indigènes ne sont pas considérés comme des citoyens.
L'opposé de l'« Administration directe » est l'« Administration indirecte », qui intègre au gouvernement des élites locales et des institutions autochtones préétablies ou le maintien, auprès de l'autorité métropolitaine, de structures traditionnelles.